# Індекс AEX
Індекс AEX, від Amsterdam Exchange — індекс фондового ринку, що складається з нідерландських компаній, які торгують на Euronext Amsterdam, раніше відомій як Амстердамська фондова біржа. Започаткований у 1983 році, індекс складається максимум із 25 цінних паперів, які найчастіше торгуються на біржі. Це один із головних національних індексів групи фондових бірж Euronext разом із BEL20 (Euronext Brussels), ISEQ 20 (Euronext Dublin), PSI (Euronext Lisbon), OBX (Euronext Oslo) і CAC 40 (Euronext Paris).

## Історія
AEX почався з базового рівня у 100 індексних пунктів 3 січня 1983 року (відповідне значення 45,378 використовується для історичних порівнянь через прийняття євро). Пік індексу на сьогодні був встановлений 26 жовтня 2021 р. у 816,91. Після бульбашки дот-комів у 1999 році, значення індексу впало більш ніж удвічі протягом наступних трьох років, перш ніж відновитися відповідно до більшості світових фінансових ринків.
Індекс AEX зазнав другої за величиною одноденної втрати 12 березня 2020 року, коли індекс закрився майже на 11% нижче під час пандемії коронавірусу. 29 вересня 2008 року індекс AEX зазнав третьої за величиною одноденної втрати, коли індекс закрився нижче майже на 9%. Десятиліття між 1998 і 2008 роками було поганим для індексу AEX, оскільки він був найгіршим фондовим індексом, за винятком OMX Iceland 15. Попередні роки були набагато кращими порівняно з рештою світу.

## Щорічні доходи
У наступній таблиці показано річний розвиток індексу AEX з 1983 року
| Рік  | Рівень закриття | Зміна індексу в балах | Зміна індексу у % |
| ---- | --------------- | --------------------- | ----------------- |
| 1983 | 73.21           |                       |                   |
| 1984 | 85.75           | 12.54                 | 17.13             |
| 1985 | 121.50          | 35.75                 | 41.69             |
| 1986 | 114.69          | −6.81                 | −5.60             |
| 1987 | 77.87           | −36.82                | −32.10            |
| 1988 | 117.68          | 39.81                 | 51.12             |
| 1989 | 136.59          | 18.91                 | 16.07             |
| 1990 | 104.01          | −32.58                | −23.85            |
| 1991 | 125.72          | 21.71                 | 20.87             |
| 1992 | 129.71          | 3.99                  | 3.17              |
| 1993 | 187.99          | 58.28                 | 44.93             |
| 1994 | 188.08          | 0.09                  | 0.05              |
| 1995 | 220.24          | 32.16                 | 17.10             |
| 1996 | 294.16          | 73.92                 | 33.56             |
| 1997 | 414.61          | 120.45                | 40.95             |
| 1998 | 538.46          | 123.85                | 29.87             |
| 1999 | 671.41          | 132.96                | 24.69             |
| 2000 | 637.60          | −33.81                | −5.04             |
| 2001 | 506.78          | −130.82               | −20.52            |
| 2002 | 322.73          | −184.05               | −36.32            |
| 2003 | 337.65          | 14.92                 | 4.62              |
| 2004 | 348.08          | 10.43                 | 3.09              |
| 2005 | 436.78          | 88.70                 | 25.48             |
| 2006 | 495.34          | 58.56                 | 13.41             |
| 2007 | 515.77          | 20.43                 | 4.12              |
| 2008 | 245.94          | −269.83               | −52.32            |
| 2009 | 335.33          | 89.39                 | 36.35             |
| 2010 | 354.57          | 19.24                 | 5.74              |
| 2011 | 312.47          | −42.10                | −11.87            |
| 2012 | 342.71          | 30.24                 | 9.68              |
| 2013 | 401.79          | 59.08                 | 17.24             |
| 2014 | 424.47          | 22.68                 | 5.64              |
| 2015 | 441.82          | 17.35                 | 4.09              |
| 2016 | 483.17          | 41.35                 | 9.36              |
| 2017 | 544.58          | 61.41                 | 12.71             |
| 2018 | 487.88          | −56.70                | −10.41            |
| 2019 | 604.58          | 116.70                | 23.92             |
| 2020 | 624.61          | 20.03                 | 3.31              |
| 2021 | 797.93          | 173.32                | 27.75             |
| 2022 | 689.01          | -108.92               | -13.65            |
| 2023 | 786.82          | 97.81                 | 14.20             |

## Правила

### Вибір
Станом на 2011 рік склад індексу AEX переглядається чотири рази на рік — повний «річний» перегляд у березні та проміжні «квартальні» перегляди в червні, вересні та грудні. Будь-які зміни, внесені в результаті перевірок, набувають чинності в третю п'ятницю місяця. Раніше перевірки проводилися лише в березні та вересні. До 2008 року зміни індексу проводилися лише щорічно у березні.
На дату основного березневого огляду 23 компанії, зареєстровані на регульованому ринку Euronext Amsterdam, з найвищим оборотом акцій (у євро) за попередній рік, допущені до індексу. З компаній, які займають місцє між 24 і 27, ще дві вибираються з перевагою для існуючих складових індексу. Компанії, які мають менше 25% акцій, що перебувають у вільному обігу на Euronext Amsterdam, не можуть бути включені до списку. На відміну від деяких інших європейських еталонних індексів акцій (таких як OMXS30), якщо компанія має більше одного класу акцій, що торгуються на біржі, до AEX будуть прийняті лише ті з них, які торгуються найчастіше. Якщо компанію чи компанії вилучено з індексу через делістінг, придбання чи іншу причину, заміни не проводяться до наступної дати перегляду.
Під час трьох проміжних переглядів у червні, вересні та грудні жодних змін до AEX не вноситься, якщо тільки з індексу не було видалено одну чи більше складових частин, або якщо оборот акцій, що не є складовою частиною, займає 15-те місце або вище в загальному рейтингу за попередні 12 місяців. Якщо вакансії потрібно заповнити, до індексу відбираються компанії з найвищим рейтингом, які не належать до AEX.

### Зважування
AEX — це індекс, зважений за капіталізацією . Під час кожного основного щорічного огляду індексні ваги компаній в індексі обмежуються 15 %, але можуть вільно змінюватися залежно від ціни акцій. Індексні ваги розраховуються відносно цін закриття відповідних компаній 1 березня. Під час проміжних переглядів вагові коефіцієнти після коригування залишаються якомога ближчими до показників попереднього дня і не обмежуються повторно.

### Розрахунок
Індекс складається з кошика акцій, кількість яких базується на вагових коефіцієнтах і вартості індексу на момент коригування. Значення індексу в будь-який момент часу I t обчислюється за такою формулою:
{\displaystyle I_{t}={\frac {\sum _{i=1}^{N}Q_{i,t}\,F_{i,t}\,f_{i,t}\,C_{i,t}\,}{d_{t}\,}}}
де t день розрахунку; N кількість складових акцій в індексі (зазвичай 25); Q i, t кількість акцій компанії i на день t ; F i, t коефіцієнт вільного обертання акції i ; f i, t коефіцієнт обмеження частки i (рівно 1 для всіх компаній, на які не поширюється 15 % обмеження); C i, t ціна акції i на день t ; і d t дільник індексу (коефіцієнт, розрахований на основі базової капіталізації індексу, яка оновлюється для відображення корпоративних дій та інших змін індексу.

### Технічні умови договору
Індекс AEX торгується як ф'ючерс на біржі Euronext Equities & Index Derivatives (EUREID) під тикером FTI. Розмір кожного контракту становить 200 ЄВРО x пунктів індексу AEX (наприклад, 200 X 667,55 = 133 510 євро).
| Індекс AEX (FTI)             |                                |
| ---------------------------- | ------------------------------ |
| Розмір контракту:            | 200 євро x Індексні пункти AEX |
| Обмін:                       | EUREID                         |
| Сектор:                      | Індекс                         |
| Розмір галочки:              | 0,05                           |
| Значення тику:               | 10 євро                        |
| Велике значення балів (BPV): | 200                            |
| Номінал:                     | Євро                           |
| Десятковий знак:             | 2                              |

## Композиція
Індекс складається з ціх компаній станом на 30 березня 2024 року.
| Компанія              | Сектор ICB                  | Символ Тикер | Індексна вага (%) |
| --------------------- | --------------------------- | ------------ | ----------------- |
| ABN AMRO              | Фінанси                     | ABN          | 0,82              |
| Adyen                 | Індустрія                   | ADYEN        | 5,20              |
| Aegon                 | Фінанси                     | AGN          | 0,81              |
| Ahold Delhaize        | Повсякденні споживчі товари | AD           | 2,97              |
| AkzoNobel             | Основні матеріали           | AKZA         | 1,33              |
| ArcelorMittal         | Основні матеріали           | MT           | 1,47              |
| ASM International     | Технологія                  | ASM          | 2,99              |
| ASML                  | Технологія                  | ASML         | 14,85             |
| ASR Nederland         | Фінанси                     | ASRNL        | 0,76              |
| Besi                  | Технологія                  | BESI         | 1,23              |
| DSM Firmenich         | Повсякденні споживчі товари | DSM          | 2,99              |
| Exor                  | Фінанси                     | EXO          | 1,22              |
| Heineken              | Повсякденні споживчі товари | HEIA         | 2,90              |
| IMCD                  | Основні матеріали           | IMCD         | 1,05              |
| ING Group             | Фінанси                     | INGA         | 5,70              |
| KPN                   | Телекомунікації             | KPN          | 1,54              |
| NN Group              | Фінанси                     | NN           | 1,30              |
| Philips               | Охорона здоров'я            | PHIA         | 1,63              |
| Prosus                | Технологія                  | PRX          | 4,69              |
| Randstad              | Індустрія                   | RAND         | 0,60              |
| RELX                  | Вибіркові споживчі товари   | REN          | 8,51              |
| Shell plc             | Енергія                     | SHELL        | 15,16             |
| Universal Music Group | Вибіркові споживчі товари   | UMG          | 2,29              |
| Unilever              | Повсякденні споживчі товари | UNA          | 13,79             |
| Wolters Kluwer        | Вибіркові споживчі товари   | WKL          | 4,06              |